# Спрингфілд (округ Джексон, Вісконсин)
Спрингфілд (англ. Springfield) — місто (англ. town) в США, в окрузі Джексон штату Вісконсин. Населення — 693 особи (2020).

## Демографія

### Перепис 2010
Згідно з переписом 2010 року, у місті мешкали 623 особи в 211 домогосподарстві у складі 162 родин. Було 262 помешкання
Расовий склад населення:
| - 97,9 % — білих - 0,3 % — корінних американців - 0,2 % — вихідців з тихоокеанських островів |

До двох чи більше рас належало 1,4 %. Частка іспаномовних становила 0,5 % від усіх жителів.
За віковим діапазоном населення розподілялося таким чином: 30,7 % — особи молодші 18 років, 56,5 % — особи у віці 18—64 років, 12,8 % — особи у віці 65 років та старші. Медіана віку мешканця становила 35,4 року. На 100 осіб жіночої статі у місті припадало 111,2 чоловіків; на 100 жінок у віці від 18 років та старших — 119,3 чоловіків також старших 18 років.
Середній дохід на одне домашнє господарство становив 63 787 доларів США (медіана — 59 861), а середній дохід на одну сім'ю — 67 774 долари (медіана — 62 969). Медіана доходів становила 37 917 доларів для чоловіків та 42 000 доларів для жінок. За межею бідності перебувало 12,2 % осіб, у тому числі 22,1 % дітей у віці до 18 років та 1,7 % осіб у віці 65 років та старших.
Цивільне працевлаштоване населення становило 271 особа. Основні галузі зайнятості: сільське господарство, лісництво, риболовля — 37,3 %, виробництво — 17,0 %, освіта, охорона здоров'я та соціальна допомога — 8,5 %, транспорт — 8,1 %.

### Перепис 2000
За даними перепису 2000 року населення становило 567 осіб, в місті проживало 152 родини, знаходилося 187 домашніх господарств і 229 будов з щільністю забудови 2,4 будови на км². Густота населення 15,5 осіб на км. Расовий склад населення: білі — 96,83 %, афроамериканці — 0,18 %, корінні американці (індіанці) — 1,59 %, азіати — 0,18 %, представники двох або більше рас — 1,23 %.
У 2000 році середній дохід на домашнє господарство становив $40 179 USD, середній дохід на сім'ю $39 000 USD. Чоловіки мали середній дохід $25 769 USD, жінки $20 795 USD. Середній дохід на душу населення становив $16 075 USD. Близько 4,8 % сімей та 9,5 % населення перебувають за межею бідності, включаючи 18,9 % молоді (до 18 років) та 0,0 % престарілих (старше 65 років).